# ミミズ
ミミズ（蚯蚓）は、環形動物門貧毛綱（学名: Oligochaeta）に属する動物の総称。目がなく、手足もない紐状の動物である。名称は「目見えず」からメメズになり、転じてミミズになったとも言われ、西日本にはメメズと呼ぶ地域がある。多くは陸上の土壌中に棲む。

## 体の構造
一般にミミズ類では体表面には目立った器官が見られないが、下等なミズミミズなどでは容易に頭部器官を認識でき、また、相対的に小さなこともあり、眼点も目立つ。エラミミズなどでは外鰓が発達する。大型の典型的なミミズ類であっても、体表には微小な視細胞が散在し、光の方向を感知することができる。
一般的なミミズの体の特徴は、細長く、たくさんの体節に分かれていることである。最先端には口前葉があり、ミズミミズ類にはここに眼点等があって、頭部と認識できる例もあるが、殆どのものでは極めて退化的で確認が難しい。
体表をよく見ると、体節ごとに短いながらも頑丈な剛毛が生えているのが分かる。この剛毛がスパイクとして機能することで、ミミズは体の蠕動運動を前方への移動へと結びつけることができる。淡水性の微小なミズミミズやオヨギミミズでは、体のサイズと比べて相対的にかなり長い剛毛を持つ。剛毛はまっすぐに近く単純な毛状剛毛と、先端が曲がっており往々に先が二分する鉤型剛毛などの違いがあり、それらの特徴は分類上重視される。なお、剛毛が皮膚から直接に出て、疣足が見られないのは多毛類との大きな違いである。
成熟したミミズは、体の前の方にいくつかの体節にまたがった肥大した帯状部分を持つ。この部分は外見では中の体節が区別できなくなっているから、そこだけ幅広く、また太くなった節があるように見える。これは環帯と呼ばれる。地域によっては袴や鉢巻と呼ぶことがある。多くの大型ミミズ類では、環帯より前方の腹面に雄性生殖孔が、環帯の腹面に雌性生殖孔がある。なお、多毛類においては生殖腺はより多くの体節にまたがって存在する例が多い。ミミズにおいてそれがごく限られた体節にのみ存在することは、より異規体節制が進んだものとみなせるから、より進化した特徴と見ることができる。
ミミズの体内は、体節ごとに隔壁によって仕切られている。このような、細かい部屋に仕切られた構造は、壁が柔らかい材料でできていても、そこに体腔液の水圧をかけることでずいぶん頑丈なものになる。ミミズには骨もないのに、土を掘れるのはそのためで、このようなものを静水力学的骨格と呼ぶ。
循環器として血管があり、背行血管と腹行血管が体幹を縦走している。5つの血管がそれぞれ別々の働きをしている。傷の修復能力が高く損傷を負うと血管から細胞を移動させて瞬時に修復できる。しかし呼吸器はなく、ガス交換は皮膚呼吸のみで行なう。皮膚の毛細血管から酸素を取り込み二酸化炭素を排出している。そのためガス交換の速度・量に限界があり、ミミズの太さは直径2.6 cmが限度である。消化器は体の先端部に口があり、そこから体幹の全長にわたって腸が伸びて、砂嚢及び小腸を通り、後端部の肛門に続く。咽頭腺から粘液を分泌し口から入った食物を移動させる。腸に入るとリパーゼ、アミラーゼ、セルラーゼを分泌したんぱく質、脂質、多糖類、セルロースを吸収する。ひだの多いミミズの腸は、栄養の吸収の効率が良い。老廃物は、各体節ごとに腎管によって排出される。
ミミズの解剖図
- 頭部
- ミミズの胴体の断面
- 神経系

### 進化
ミミズは、手足、頭、触角等、目につく顕著な器官が体表に何もないので、ごく下等な動物と思われがちであるが、これらはむしろ顕著な頭部器官や疣足を持つ同じ環形動物門の多毛類（ゴカイの仲間）のような複雑な形態を持った祖先から、地中生活への適応として二次的に単純化を起こす方向で進化したものとみるべきである。

## 大きさ

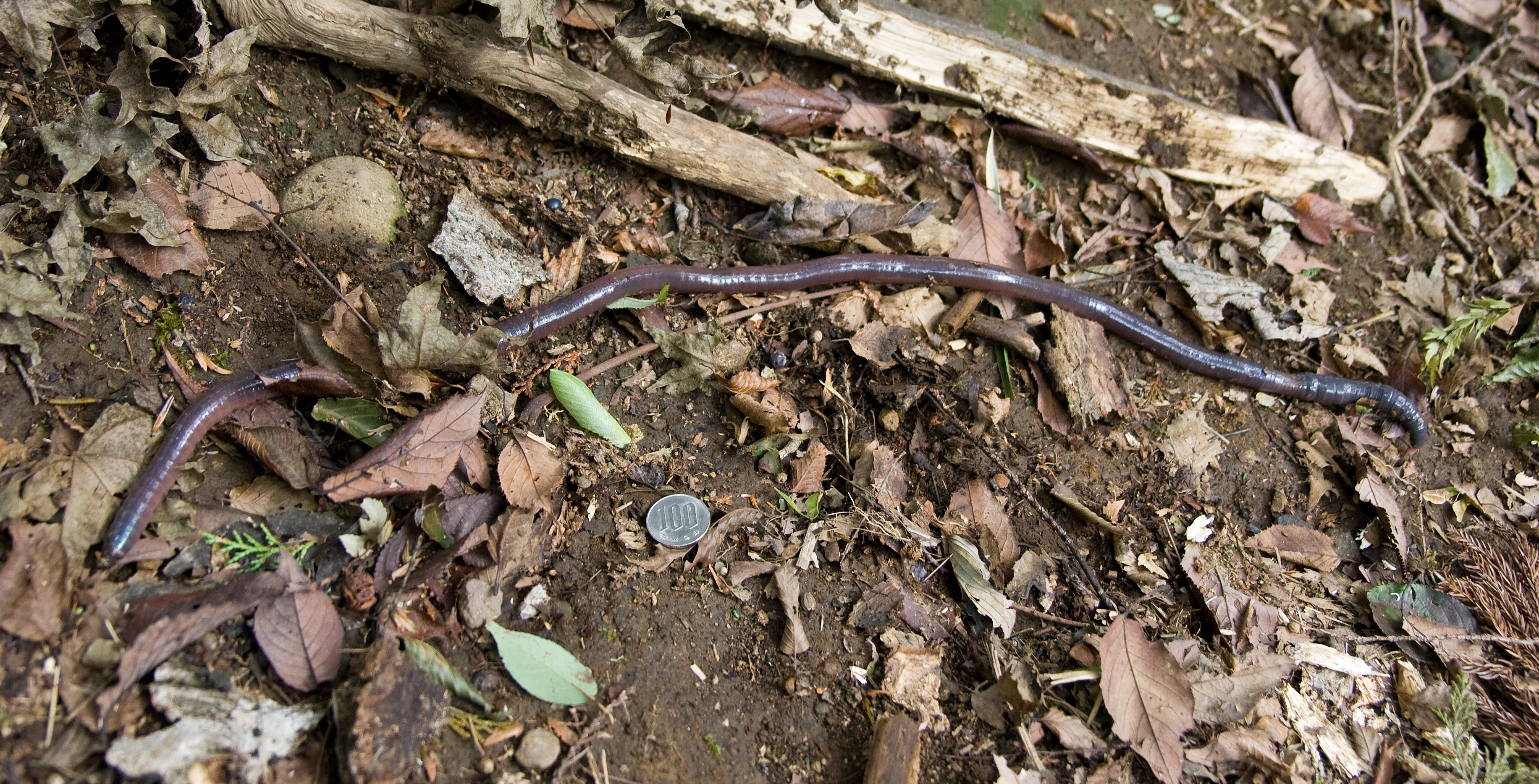
関東最大種のイイヅカミミズ（神奈川県箱根町）
手前に大きさ比較のための100円硬貨が置いてある。

ミミズは骨格がなく、移動に際して伸縮するため、正確な全長を測定するのは難しいが、種類ごとの大きさは極めて変異に富む。ミズミミズの仲間は1 mm以下のものもあるが、大きなものは数十 cmを超える。
日本では、東南アジア原産とされ、石川県から滋賀県にかけてのみ分布するハッタミミズが60 cm以上にも達するが、伸縮の度合いが大きい。中部日本以西にいるシーボルトミミズは、最大のものは45 cmになる。アフリカや南アメリカでは2mを超える種類があり、オーストラリアに住むメガスコリデス・アウストラリスは3.35m又は3.5mと言われ、世界最大種とされる。

## 生殖と発生
上記のように、多くのミミズ類は雌雄同体である。生殖時期になると、二頭の成体が体を逆方向に向けて環帯部分の腹面を接着することにより交接をおこない、精子を交換する。交接後、ミミズは環体の表面に筒状の卵胞を分泌し、これと体の隙間に複数の受精卵を産卵して栄養物質を分泌する。産卵と分泌が完了すると、首輪を脱ぐように卵包を頭部の方向に送りだし、頭部から離脱すると、筒状の卵包の前端と後端が収縮して受精卵と栄養物質を密閉する。
発生は直接発生で、ほぼ親と同じ姿の幼生が生まれる。
アブラミミズやミズミミズでは無性生殖も盛んに行われる。横分裂によって前後に二個体に分裂するのが普通である。増えた二個体がつながって活動する連鎖体が見られることもある。これらの類ではちぎれた場合もそれぞれが再生して一個体になる。
なお、より高等な類では無性生殖は行われない。大形のミミズを捕まえると、よく体がちぎれることがあるが、これはいわゆる自切である。この場合、前半身から後半身は再生が行われるが、後半身からは再生が行われない。

## 生育環境
一般にミミズといえば陸の土の中に棲息するものと考えられている。しかしながら、水中生のものもある。イトミミズ類は汚泥中に多く生息し、ミズミミズ、アブラミミズはごく普通の水域に多く棲息する。アブラミミズ、ミズミミズは沈殿物中を這い回って生活するものが多い。一部には体をくねらせてよく泳ぐものがある。ごく少数ながら海産種も知られる。
イトミミズと陸生のミミズの多くは泥の中に穴を掘って暮らしており、デトリタス食である。孔を掘り進み、土を飲み込んで暮らしているものもあるが、決まった棲管を作り、そこから体を伸ばして落ち葉を取り込んで食うものもある。ミミズが降雨後に地表面に這い出す行動があると言われており、その理由として、(1) 寄生バエ幼虫に侵されたため、(2) 地温の急激な低下、(3) 降雨による酸素不足の水の土壌中への流入、(4) 降雨による土壌中の二酸化炭素の増加、などの説がある。このうち、(4)の二酸化炭素増加に対する忌避行動とする説が最も有力であるとされているものの、種類によっては長期にわたる晴天下でも這い出す行動を示すものもあり、これら以外の原因の可能性も示唆されている。
ホタルミミズは生物発光することが知られている。
過剰な窒素肥料や殺虫剤のDDTや重金属に弱く、これらの影響下では生体数が減ることから、畑の健康度を見る指標でもある。

## ミミズの働き

### 土壌改良
ミミズは土を食べ、そこに含まれる有機物や微生物、小動物を消化吸収した上で粒状の糞として排泄する。それによって、土壌形成の上では、特に植物の生育に適した団粒構造の形成に大きな役割を果たしている。そのため、農業では一般に益虫として扱われ、土壌改良のために利用される。表層性ミミズよりも土中性ミミズの方が土壌改良効果が高いとされる。また、ミミズは1日あたり体重の半分から同量程度の餌を摂取し、その糞が良質な肥料や土壌改良材として利用できることから、積極的に生ごみ等の有機物をミミズの餌として与え、その糞を肥料として利用するミミズ堆肥化という手法がある。
進化論で有名なチャールズ・ダーウィンは、晩年、ミミズの研究もおこなっている。ミミズの土壌形成に果たす役割は人類社会において古くから知られていたが、それを最初に学術的に研究したのは彼であった。進化論の中で「植物が生えている土はミミズの体を何度も通ってきている」と述べている。最近では、このエピソードを紹介する子供のための絵本も出版された。
ただし、ツリミミズ科のサクラミミズ Allobophora japonica のように、糞として排泄した土塊がイネの苗を覆って機械による稲刈りに支障を与えたり、クソミミズなどは草地に生息し、地表に多くの糞塊を積み上げるのでゴルフ場の芝生を汚損することから、害虫として扱われるものもある。また、北アメリカの北部では、ミミズの増加による森林地帯の土壌荒廃が問題となっている。即ち、北米大陸の高緯度地方では、1万年余り前まで氷床に覆われていたため、ミミズは分布しておらず、氷床が消失して回復した森林は、ミミズによる土壌変化が不要な形で形成されてきたが、近年、釣り客が捨てたミミズが増殖したことにより、結果的に土壌を荒らされることとなり、被害が出ている。

### 食物連鎖

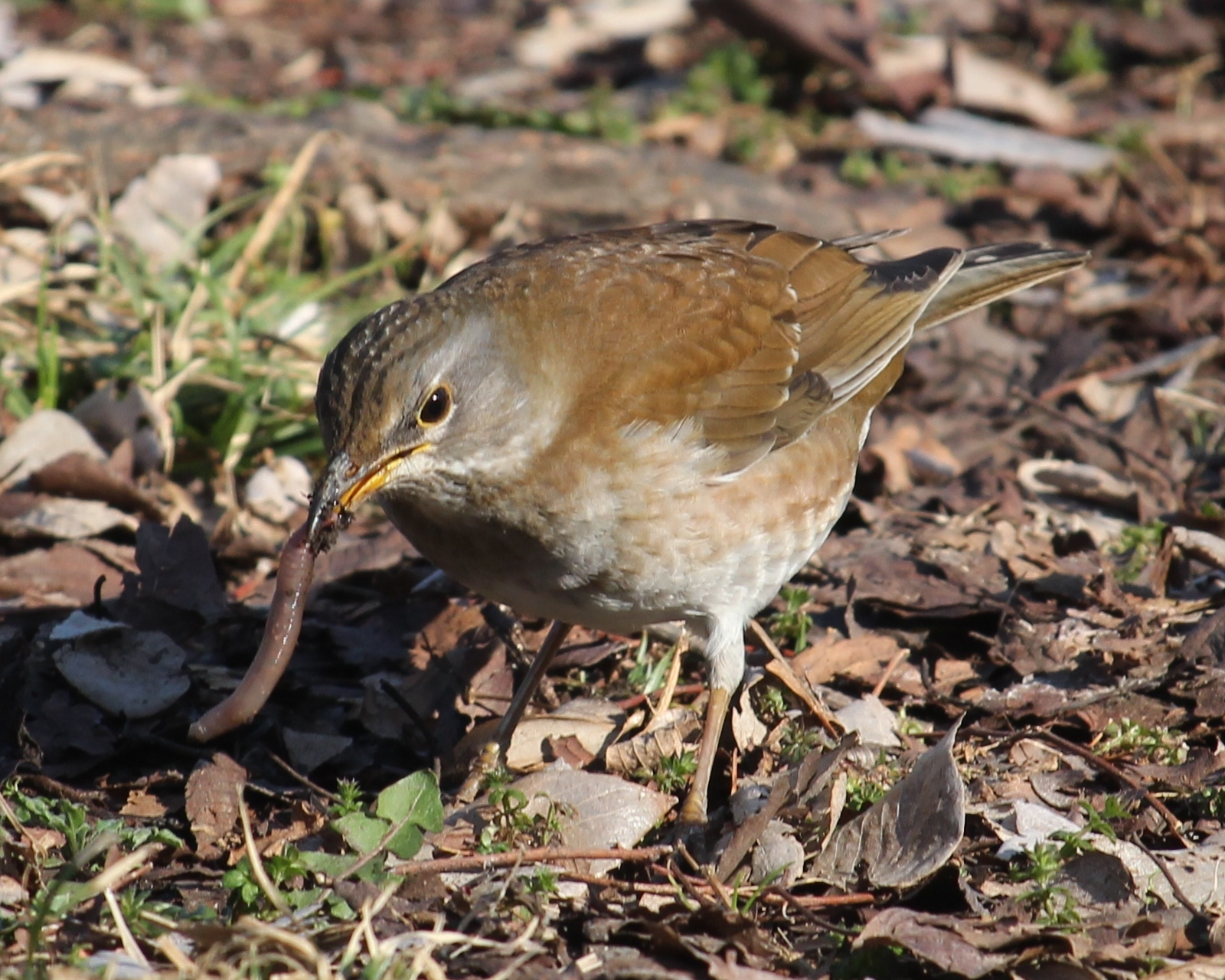
鳥類のシロハラに捕食されるミミズ

動物界の食物連鎖の最下位に属し、昆虫やモグラなどの小動物から鳥などの中型種、更にはイノシシやアナグマのような大型のものまで、多くの動物の重要な食物として大きな役割を果たしている。
ミミズは、重金属や農薬などの薬剤に汚染された土壌に生息すると、それらの汚染物質を生物濃縮し、捕食した生物が中毒を起こす場合がある。ミミズ自身は、捕食者が死ぬような汚染濃度にも極めて強い耐性を示して生存し、毒ミミズ化することがある。このため、野生のミミズを捕まえて人間が食べる場合は注意を要する。また、このようなミミズを食べた鳥や魚の体内でさらに生物濃縮が進み、人間に害が及ぶこともある。
イギリスでは、この生物濃縮を逆に利用して、重金属に汚染された土壌の浄化を行っている。

## 利用

### 釣り餌
ミミズは主に淡水での釣り餌としてよく用いられる。ミミズは優秀な釣り餌であり、日本で一般的に2種類が売られている。「キジ」と呼ばれているツリミミズ科のシマミミズと「ドバミミズ」（Lumbricus terrestris）と呼ばれるフトミミズ系である。キジという呼称は釣り針を刺した時に黄色い体液が出ることに由来している。流通量の多い前者は、主に延岡旭繊維や日本製紙などの繊維、製紙メーカーが副業として行っている。これは、繊維や製紙の廃棄物として出るコットンリンターや製紙スラッジをミミズの餌としているためである。普遍的に釣り餌に用いられ、その分布域の広さの一因は釣り餌用に運ばれたためではないかとの説がある。後者は流通量も少なく高価であるが、ウナギ、ナマズ、コイ釣りには非常に効果的である。疑似餌にもフトミミズを模したものがある。
イトミミズは鑑賞魚等の餌としても用いられる。

### 堆肥
畑ではミミズが土地改良に役立っていることが知られるが、これをより積極的に利用する方法として、容器に残飯や枯れ草を入れ、ミミズをここに飼って堆肥を作る、ミミズ堆肥という方法がある。

### 薬
漢方薬では「赤竜」・「地龍」/「地竜」または「蚯蚓（きゅういん）」と称し、ミミズ表皮を乾燥させたものを、発熱や気管支喘息の発作の薬として用いる。日本各地でも民間療法として伝承されている。また、特定のミミズは血栓を溶かす酵素を持つことが知られており、その酵素を持つミミズであるルンブルクスルベルスの粉末を入れた健康食品（ルンブロキナーゼ）が発売されている。この酵素については日本の医師による研究の中で、臨床試験における効果が発表されているが、血管にできたプラークをも溶かすとの内容については広く認められたものではない。

### 飼料
鑑賞魚の他、カエルやイモリ、サンショウウオなどの両生類、トカゲなどの爬虫類、昆虫や蜘蛛形類、ムカデ、甲殻類などの節足動物、鳥類、小型哺乳類などの肉食動物の餌としても利用される。

### 食材
タンパク質やミネラル、コラーゲン、ビタミンなど、栄養価豊富なミミズは世界各地で食材として使用されている。また、アメリカのカリフォルニア州などでは、ミミズを使った料理コンテストなども行われている。
トーマス・ロックウェルの How to Eat Fried Worms (1973) は、現代アメリカ児童文学の古典とも言える作品である。
一方で「ゲテモノ食い」のイメージが強いミミズ食は、しばしばワイルドさを演出する手法として用いられる。
- アメリカ最大のプロレス団体WWEのスーパースター・ブギーマンはミミズを食べるギミックで活躍している。
- 1993年にヤクルトスワローズに在籍したレックス・ハドラー内野手は、「ミミズを踊り食いした男」として知られていた。

また、有名な都市伝説に大手ハンバーガーチェーン店の「ハンバーガーの肉には実はミミズが使われている」というものがある（ミミズバーガー)。しかし今日では食用ミミズは高価であり、その上、調理する際の手間を考えると現実的でない。また、食用ではないミミズを使うにしても、ドロ抜きに相当な時間がかかる上、臭いを消すには大変な手間暇がかかる。その手間や人件費等を考えれば畜産肉などの食用肉の方が安価である。
創作作品中への登場
- さいとうたかを作の漫画「サバイバル」の作中で、主人公の少年が空腹に耐えかねてミミズを茹でて食べる描写がある。
- 和田慎二作の漫画「スケバン刑事」の作中で、主人公の麻宮サキが美味しそうにハンバーグを食べる描写があるが、同じ部屋にいた女性がミミズで出来ていることを教えると吐き出す光景が描かれている。
- 小山田いく作の漫画「ウッド・ノート」の作中で、バードウォッチング中にアクシデントで山を下りられなくなった主人公達がミミズとキノコの煮物で飢えをしのぐ場面がある。
- 映画『硫黄島からの手紙』の作中で、硫黄島の戦いにおいて日本側の情勢が悪化する中、西郷一等兵が栗林中将のためのミミズを捕獲するよう命じられる。

## 侵略種としてのミミズ
2020年以降、フキソクミミズ（Amynthas tokioensis）、ハタケミミズ（Amynthas agrestis）が北アメリカに侵入し、土壌を改質し、水の蒸発を促し病原菌を導入するなどの影響を起こし、生態系を脅かしている。

## ミミズに纏わる伝承
ミミズを祀った神社
蚯蚓大権現という神を祀った神社がある。
小便とミミズ
古くから「ミミズに小便をかけると陰茎が腫れる」と言われるのは、雑菌が尿を伝わって陰茎に付くかも知れないという説と、田畑に養分を与えるミミズへの尊敬と感謝に由来する迷信であるとする説が主流であった。しかし、一部の種では体腔液と思われる毒のある液体を刺激された際に放出するものがいて、それが原因だと思われる。
ミミズの鳴き声
「ジー・ジー」と虫のような声で鳴くと言われているが、一般に「ミミズが鳴く」と言われる地面の下から響く鳴き声は、ケラの声であるとされる。ミミズには発声器官は存在せず、音を出すことはない。
犬の好きな匂い
犬は干からびたミミズの匂いが好き、という説があり、猫（あるいはネコ科の動物全般）に対するマタタビと同様の効果があるらしいことは、古くから知られていた。また1960年代に発表された白土三平の漫画『カムイ外伝』及び『サスケ』において、忍術に使用されるアイテムの一種として「犬万」なるものが紹介されている。敵忍者に犬万を数滴つけ犬に追跡させたり、敵に囲まれた際犬万で大量の野犬を呼び寄せその混乱に乗じて逃走するなど様々な活躍をする。犬万の正体はミミズ（大量のミミズをすり潰したドロドロの液体、あるいは乾燥させたミミズの粉？）である。さらに白土三平の描くこの「犬万」は、シートンによる著作『歴史に残る動物たち / 狼を中心として （ Great Historic Animals / Mainly About Wolves ）』 （1937年）内の記述が元になっており、内山賢次による邦訳本及び白土三平によるその漫画化作品、シートン全集、シートン動物記にも現れる。
甄萱
朝鮮の英雄である甄萱はミミズの化身の子。

## 分類
目の分類についてはやや混乱がある。
- アブラミミズ科 - ベニアブラミミズ、ミドリアブラミミズ（英語版）
- ミズミミズ科（英語版） - ミズミミズ､カイヤドリミミズ（英語版）､テングミズミミズ（英語版）､ウチワミミズ
- イトミミズ科 - イトミミズ､イトミミズ､エラミミズ（英語版）､ユリミミズ（英語版）
- ヒメミミズ科（英語版） - ヒメミミズ､イソヒメミミズ
- オヨギミミズ科 - オヨギミミズ、ユリヒゲミミズ
- ヒルミミズ科
- ナガミミズ科 - ナガミミズ
- ジュズイミミズ科 - ヤマトジュズイミミズ、ハッタジュズイミミズ（日本最大種）
- ヒモミミズ科 - ヤマトヒモミミズ
- ツリミミズ科 - シマミミズ、サクラミミズ、ツリミミズ
- ムカシフトミミズ科 - ホタルミミズ
- フタツイミミズ科 - フタツイミミズ
- フトミミズ科（英語版） - イソミミズ、ヒトツモンミミズ、シーボルトミミズ、フツウミミズ、メガネミミズ、セグロミミズ、イイヅカミミズ、クソミミズ

### オヨギミミズ目 Lumbriculida
- オヨギミミズ目 Lumbriculida
  - Lumbriculidae
    - Lumbriculus

### ジュズイミミズ目 Moniligastrida
- ジュズイミミズ目 Moniligastrida

### ナガミミズ目 Haplotaxida
- ナガミミズ目 Haplotaxida
  - Lumbricidae
    - Eisenia
      - Eisenia andrei
      - Eisenia fetida
      - Eisenia hortensis

    - Lumbricus
      - Lumbricus rubellus
      - Lumbricus terrestris
      - Lumbricus badensis